# Sibirska srna
Sibirska srna (lat. Capreolus pygargus) je vrsta srne iz sjeveroistočne Azije. Poznata je i kao istočna srna. 
Rasprostire se u Sibiru, Mongoliji, Kazahstanu, planini Tanšan, istočnom Tibetu, na Korejskom poluotoku i sjeveroistočnoj Kini. Osim toga, bila je naturalizirana u Engleskoj u kratkom razdoblju u ranom 20. stoljeću, ali je izumrla.
Sibirska srna prije se smatrala istom vrstom kao i europska srna (lat. Capreolus capreolus). Ima veće rogove s više grana od srne. Sibirska srna teži do 59 kg. Na Kavkazu žive i europske srne i sibirske srne. Živi oko 8 do 12 godina, a najviše oko 14-18 godina.
Postoje dvije podvrste sibirske srne: Capreolus pygargus pygargus i Capreolus pygargus tianshanicus.
Sibirske srne imaju dugi vrat i velike uši. U zimi, sibirske srne sa sjevera imaju krzno svijetlo sive boje, a na jugu sivkasto smeđe i boje okera. U ljeto je boja krzna crvenkasta. Mladi imaju pjege. Mužjaci su veći. Odbacuju rogove u jesen ili početkom zime i nakon toga im ponovno počinju rasti.
Žive u šumama, stepama, livadama i poplavnim dolinama. Prilagođeni su teškim vremenskim uvjetima.